# 栏杆集镇
栏杆集镇，是中华人民共和国安徽省合肥市巢湖市下辖的一个乡镇级行政单位。

## 行政区划
栏杆集镇下辖以下地区：
栏杆社区、柳集社区、赵集社区、洪桥村、青岗村、北陈村、石门村和朱桥村。